# Daniel Lazarus
Daniel Lazarus (Parijs 13 december 1898 – aldaar, 27 juni 1964) was een Frans componist, muziekpedagoog, dirigent en pianist.

## Levensloop
Lazarus studeerde aan het Conservatoire national supérieur de musique in Parijs en kreeg onder anderen een 1e prijs piano. Naast zijn werkzaamheden als componist was hij muzikaal directeur van het Théâtre du Vieux Colombier en later van het Ballets Futuristes Italiens. Verder werkte Lazarus als recensent van het magazine Europe en als muziekcriticus van het dagblad Ce Soir.
Als componist schreef hij werken voor orkest (2 symfonieën, concerten), muziektheater (opera's, balletten, toneelmuziek), vocale muziek en kamermuziek.

## Composities

### Werken voor orkest
- 1924 Prélude tot de 2e akte van de opera "L'illustre magicien"
- 1928 Concert, voor piano en orkest
- 1933 Symfonie nr. 1 met Joodse hymne (Symphonie avec hymne juif), voor gemengd koor en orkest - tekst: Denise Alphandéry
- 1938 Symfonie nr. 2
- 1945 Carnaval héroïque - Rhythmes de guerre, voor piano en orkest
  1. Stalag
  2. Escadrille
  3. Nostalgie
  4. Stalingrad
  5. Chanson ecossaise
  6. Rives d'Espagne dans le periscope
  7. La lettre arrivera-t-elle?
  8. Croix de Lorraine sommant le désert
  9. Nocturne
  10. Tarentelle sous les bombes
  11. Madame Tchang-Kaï-Chek
  12. Jeeps
  13. Lendemains qui chantent
- Fantaisie, voor cello en orkest
- Suite concertante, voor kamerorkest

### Werken voor harmonieorkest
- 1936 Fête de la Liberté nr. 8 uit de toneelmuziek Le Quatorze Juillet van Romain Rolland zie: Toneelmuziek

### Muziektheater

#### Opera's
| Voltooid in | titel                                    | aktes                      | première                           | libretto                                           |
| ----------- | ---------------------------------------- | -------------------------- | ---------------------------------- | -------------------------------------------------- |
| 1924        | L'Illustre magicien                      |                            |                                    | Jean Richard Bloch, naar Comte Arthur de Gobineau  |
| 1927        | La Véritable histoire de Wilhelm Meister |                            |                                    |                                                    |
| 1935        | Trumpeldor                               | 3 bedrijven en 5 taferelen |                                    | van de componist                                   |
| 1937        | La Chambre bleue                         | 1 akte                     | 20 mei 1937, Parijs, Opéra-Comique | Henry Prunières naar een novel van Prosper Mérimée |

#### Balletten
| Voltooid in | titel               | aktes  | première                                             | libretto | choreografie |
| ----------- | ------------------- | ------ | ---------------------------------------------------- | -------- | ------------ |
| 1920        | Zaos et les Nymphes |        |                                                      |          |              |
| 1921        | Krischna            |        |                                                      |          |              |
| 1924        | Le Roseau           | 1 akte | 19 november 1924, Parijs, Théâtre des Champs-Élysées |          | Jean Börlin  |

#### Toneelmuziek
- 1936 Fête de la Liberté nr. 8 uit de toneelmuziek voor Le Quatorze Juillet in 3 bedrijven van Romain Rolland (samen met: Henri Sauveplane (1. Prélude), Jacques Ibert (2. Ouverture), Georges Auric (3. Palais Royal), Darius Milhaud (4. Introduction et Marche funèbre), Albert Roussel (5. Prélude du deuxième Acte), Charles Koechlin (6. Liberté), Arthur Honegger (7. Marche sur la Bastille), Charles Koechlin (9. Marche funèbre) en Albert Roussel (10. A Glorious Day)

### Vocale muziek

#### Werken voor koor
- 1934 Hymne juif - Jewish Hymn ..., voor gemengd koor - tekst: Denise Alphandéry, Engelse vertaling: Michel Dimitri Calvocoressi
- 1943 Marche de la libération, voor gemengd koor en piano - tekst: van de componist - première in Algiers, tijdens de bekendmaking van de overwinning van Tunis en Bizerte

#### Liederen
- 1946 Epitaphe, voor alt en orkest - tekst: Charles Oulmont
- 1946 Mouettes, voor contra-alt en orkest - tekst: Charles Oulmont
- 1947 Sonnet 17, voor contra-alt en orkest - tekst: Jean Cassou
- 1947 Sonnet 22, voor contra-alt en orkest - tekst: Jean Cassou
- 1943 Marche de la libération, voor zangstem en piano - tekst: van de componist

### Kamermuziek
- 1936 Invention à trois voix, voor hobo en piano
- 1948 Strijkkwartet
- 1949 Sonate, voor altsaxofoon en piano

### Werken voor piano
- 1923 Deux pièces
- 1923 Fantaisie
- 1923 Six pièces
- 1931 Toccata
- 1933 Marche funèbre - extraite de la Symphonie avec hymne juif, voor piano vierhandig
- 1936 Soir sur la ville insurgée - à Romain Rolland
- 1945 Carnaval héroïque - Rhythmes de guerre, voor piano

## Publicaties
- Préface de Georges Auric: Accès à la musique, Paris: Les Éditeurs français réunis, 1960. 252 p.
- Un Maître de Berlioz: Anton Reicha., in: "La Revue Musicale", Paris: juni 1922.